# Slångråmal
Slångråmal (Paraswammerdamia albicapitella) är en fjärilsart som först beskrevs av Georg Ludwig Scharfenberg 1805.  Slångråmal ingår i släktet Paraswammerdamia, och familjen spinnmalar. Enligt den finländska rödlistan är arten starkt hotad i Finland. Arten är reproducerande i Sverige. Artens livsmiljö är hagmarker och lövängar.